# Bor Adrienne
Bor Adrienne (Budapest, 1950. szeptember 9. –) magyar színésznő.

## Életpályája
Pályáját a 25. Színházban kezdte 1975-ben. Ádám Ottó osztályában kapott színészi diplomát a Színház- és Filmművészeti Főiskolán 1977-ben. 1977 őszétől a Népszínház társulatához szerződött. 1981-től a Szegedi Nemzeti Színházban játszott. 1985-től egy évadot Győrben töltött. 1986-tól a Debreceni Csokonai Színház, 1993-tól a szolnoki Szigligeti Színház színésznője volt. Szerepel alternatív színházak előadásain a Szkéné Színházban, a Merlin Színházban és a MU Színház-ban is.

## Fontosabb színházi szerepeiből
- Makszim Gorkij: Éjjeli menedékhely... Anna
- Makszim Gorkij: Jegor Bulicsov... Kszényija
- William Shakespeare: Szentivánéji álom... Hippolyta
- Molière: Tudós nők... Armanda
- Molière: Tartuffe... Pernelle asszony
- Vörösmarty Mihály: Csongor és Tünde... Éj
- Stanisław Tym: A hajó... harmadik szakértő
- Alekszandr Galin: A lelátó... Mila Kljoniseva
- Friedrich Dürrenmatt: A milliomosnő látogatása... második  asszony
- Alekszandr Nyikolajevics Osztrovszkij: A hozomány nélküli menyasszony... Jevfroszinya Potapopova
- Füst Milán: Boldogtalanok... Rózsi
- Molnár Ferenc: Doktor úr... Marosiné
- Molnár Ferenc: Liliom... Hollunderné
- Heltai Jenő: A néma levente... Beatrix
- Zilahy Lajos: A tábornok... Pásztorné
- Móricz Zsigmond – Kocsák Tibor – Miklós Tibor: Légy jó mindhalálig... Doroghyné
- Déry Tibor: Az óriáscsecsemő... Stefánia
- Márai Sándor: Családi kérdés... Eszter
- Szomory Dezső: Hermelin... Tóth Hermin
- Euripidész: Oresztész... karvezető
- Carlo Goldoni: Mirandolina... Ortensia
- Henrik Ibsen: Ha mi holtak feltámadunk... Irene
- William Somerset Maugham: Imádok férjhez menni... Ms. Shuttleworth
- Eduardo De Filippo: Szombat, vasárnap, hétfő... Donna Memmé
- Federico García Lorca: Bernarda Alba háza... Poncia

## Filmek, tv
- Csaló az üveghegyen (1976)
- Riasztólövés (1977)
- Tündér Lala (1981)
- Három szabólegények (1982)
- Szeretők (1984)
- Ébredés (1995)
- Csocsó, avagy éljen május elseje! (2001)